# Listă de autori de basme

## Lista de autori din literatura universală
- Arthur și Albert Schott
- Andrew Lang
- Barbara Ker Wilson
- Charles Perrault
- Contesa de Segur
- Ernst Theodor Amadeus Hoffmann
- Frank Baum, autorul Vrăjtorului din Oz
- Frații Grimm
- Georgios A. Megas
- Hans Christian Andersen
- J. K. Rowling
- John Francis Campbell
- Joseph Jacobs
- Laboulaye Edouard
- Lewis Carroll
- Madame d'Aulnoy
- Madame Leprince de Beaumont
- Mademoiselle Lhéritier
- Roald Dahl
- Wilhelm Hauff
- Wolfram Eberhard
- Oscar Wilde

## Listă de autori români
- Alexandru Odobescu (n. 23 ianuarie 1834, București - d. 10 noiembrie 1895, București)
- Alexandru Mitru(n. 6 noiembrie 1914, Craiova, d. 1989)
- Alexandru Vasiliu
- Barbu Ștefănescu Delavrancea (n. 11 aprilie 1858, București, d. 29 aprilie 1918, Iași)
- Călin Gruia (n. 21 martie 1915; d. 9 iulie 1989)
- Constantin (Costin) Rădulescu
- Doina Ruști
- Dumitru Stăncescu (n. 1866, București - d. 1899)
- Gheorghe Dem Theodorescu (n. 25 august 1849, București - d. 1900)
- Horia Gârbea[necesită citare]
- Ion Luca Caragiale (n. 1 februarie 1852, Haimanale, județul Prahova, astăzi I. L. Caragiale, județul Dâmbovița, d. 9 iunie 1912, Berlin)
- Iordan Chimet (n. 18 noiembrie 1924, Galați - d. 23 mai 2006, București)
- I.C.Fundescu
- Ion G. Sbiera (n. 1 noiembrie 1836, Horodnic de Jos, Suceava - d. 22 octombrie 1916, Cernăuți)
- Ion Creangă (n. 1 martie 1837, Humulești; d. 31 decembrie 1889, Iași)
- I. Oprișan
- Ioan Slavici (n. 18 ianuarie 1848 la Șiria, județul Arad — d. 17 august 1925 la Crucea de Jos, în apropiere de Panciu, județul Vrancea)
- Ion Pop-Reteganul (1853-1905 )
- Ion Pachia-Tatomirescu (n. 16 februarie 1947, Tatomirești, județul Dolj)
- Ilie Măduța  (Voicu și craiul șerpilor)
- Ion Aurel Candrea
- Liviu Ioan Stoiciu  (n. 19 februarie 1950, comuna Dumbrava Roșie, județul Neamț)
- Mihai Eminescu (n. 16 februarie 1947, Tatomirești, județul Dolj)
- Mircea Nedelciu (n. 12 noiembrie 1950 Fundulea - d. 12 iulie 1999, București)
- Mihail Sadoveanu (n. 5 noiembrie 1880, Pașcani - d. 19 octombrie 1961, București)
- Nicolae Filimon (n. 6 septembrie 1819, București — d. 19 martie 1865)
- N.D. Popescu
- Pamfil Bilțiu (Poezii și povești populare din Țara Lăpușului)
- Petre Crăciun (n. 29 august 1962, Bucuresti)
- Petre Ispirescu (n. ianuarie 1830, București — d. 21 noiembrie 1887)
- Petre Dulfu (n. 10 martie 1856, Tohat, comitatul Sălaj - d. 31 octombrie 1953, București)
- Silviu Angelescu (n. 24 ianuarie 1945, București)
- Simion Florea Marian (n. 1 octombrie 1847, Ilișești, Suceava - d. 11/24 aprilie 1907, Suceava)
- Stefan Sgander (Povești)
- Tania Busuioc[necesită citare]
- Traian Cantemir (Fata cu lacrimi de aur)
- Tudor Pamfile(1883 – 1923)
- Vasile Alecsandri (n. 21 iulie 1821, Bacău — d. 22 august 1890, Mircești, județul Iași)
- Vladimir Colin (n. 1 mai 1921, București, d. 6 decembrie 1991, București)